# Damir Polić

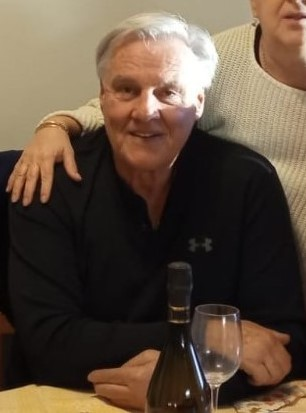
Damir Polić (2023)

Damir Polić (* 3. April 1953 in Split) ist ein ehemaliger jugoslawischer Wasserballspieler. Er gewann mit der jugoslawischen Nationalmannschaft eine olympische Silbermedaille sowie zwei Bronzemedaillen bei Weltmeisterschaften und war je einmal Europameisterschaftszweiter und Europameisterschaftsdritter.

## Karriere
Der 1,90 Meter große Damir Polić spielte bis 1984 bei VK POŠK Split und ging dann als Profi nach Italien. Dort trat er für Caserta, Volturno, Cosenza und Catania an.
1973 war Belgrad Gastgeber der ersten Weltmeisterschaft im Wasserball. In der Endrunde der besten sechs Mannschaften belegten die Jugoslawen mit zwei Siegen einem Unentschieden und zwei Niederlagen den dritten Platz hinter den Ungarn und der sowjetischen Mannschaft. Polić warf ein Tor im Vorrundenspiel gegen die Briten. Im Jahr darauf bei der Europameisterschaft 1974 in Wien siegten ebenfalls die Ungarn vor dem sowjetischen Team und den Jugoslawen, wobei die Jugoslawen nur durch die schlechtere Tordifferenz hinter der Mannschaft aus der Sowjetunion lagen. 1975 bei der Weltmeisterschaft in Cali wurde der jugoslawische Spieler Ratko Rudić in der Vorrunde zunächst wegen Dopings disqualifiziert, woraufhin die Jugoslawen zu zwei Spielen nicht antraten, weil sie sich um die Teilnahme an der Finalrunde betrogen sahen. Die Verbandsführung in Belgrad erreichte, dass die Jugoslawen in den Platzierungsspielen um den 13. Platz wieder mitwirkten, weil die Mannschaft sonst von den Olympischen Spielen 1976 und der Weltmeisterschaft 1978 ausgeschlossen worden wäre. Rudić wurde nachträglich rehabilitiert. Einen Monat nach der Weltmeisterschaft begannen in Algier die Mittelmeerspiele 1975. Die jugoslawische Mannschaft belegte den zweiten Platz hinter den Italienern. 1976 bei den Olympischen Spielen in Montreal erreichten die Jugoslawen zwar die Endrunde der besten sechs Mannschaften, konnten aber keins dieser fünf Spiele gewinnen und belegten den fünften Rang. Damir Polić war in allen acht Spielen dabei und warf insgesamt zwei Turniertore.
1977 bei der Europameisterschaft in Jönköping wurde die jugoslawische Mannschaft Zweite hinter den Ungarn. 1978 bei der Weltmeisterschaft in West-Berlin wurden die Jugoslawen Dritter hinter den Italienern und den Ungarn, aber vor der sowjetischen Mannschaft. 1979 gewannen die Jugoslawen den Titel bei den Mittelmeerspielen in Split. 1980 bei den Olympischen Spielen in Moskau siegte die sowjetische Mannschaft vor den Jugoslawen und den Ungarn. Polić war in allen acht Spielen dabei und traf insgesamt zweimal. Bei der Europameisterschaft 1981 belegten die Jugoslawen mit drei Siegen in sieben Spielen den vierten Platz. Im Jahr darauf bei der Weltmeisterschaft in Guayaquil verfehlten die Jugoslawen nach Niederlagen gegen die Ungarn und die Kubaner die Endrunde und belegten den siebten Rang.